# Левашов, Виктор Константинович
Ви́ктор Константи́нович Левашо́в (род. 1948) — советский и российский учёный-социолог. Кандидат философских наук, доктор социологических наук, профессор. Лауреат премии имени М. М. Ковалевского (2010). С октября 2020 года — директор Института социально-политических исследований Федерального научно-исследовательского социологического центра Российской академии наук (ИСПИ ФНИСЦ РАН).

## Биография
Родился 22 декабря 1948 года в городе Запорожье (Украина) в семье военнослужащего.
В 1975 году окончил факультет международных экономических отношений МГИМО.
В период с 1976 по 1991 годы работал в партийных органах Крыма и ЦК КПСС.
В 1984 году защитил диссертацию на соискание учёной степени кандидата философских наук по теме «Воздействие массовой информации на политическую культуру молодёжи».
В 1997 году в Институте социально-политических исследований РАН защитил диссертацию на соискание учёной степени доктора социологических наук по теме «Социально-политические аспекты концепции устойчивого развития (на примере России 90-х годов)» (специальность 22.00.04 — социальная структура, социальные институты и процессы).
С 1991 года работает в должности главного научного сотрудника и одновременно руководителя Аналитического отдела института, Аналитического центра стратегических социальных и политических исследований ИСПИ РАН, Центра стратегических социальных и политических исследований ИСПИ РАН. В октябре 2020 года назначен директором Института социально-политических исследований Федерального научно-исследовательского социологического центра Российской академии наук (ИСПИ ФНИСЦ РАН).

## Научная деятельность
Основные направления научной деятельности: политология (социально-политические отношения), социология политических отношений, теория и практика устойчивого развития, теория и практика гражданского общества, социология знания.
Под его руководством и при непосредственном участии разработаны политологические и социологические основы исследования и предложены методики измерения социально-политической устойчивости российского общества, измерения потенциала гражданского общества и измерения интеллектуального потенциала российского общества.
Под его руководством также проведена объемная работа по организации всероссийской опросной сети ИСПИ РАН для проведения исследований политических и социальных отношений.
Под его научным и организационным руководством разработана и реализуется программа всероссийских исследований в режиме мониторинга социально-политических процессов и массового сознания «Как живешь, Россия?». Исследования, проводимые в рамках мониторинга, неоднократно поддерживались грантами Российского фонда фундаментальных исследований, Российского гуманитарного научного фонда, а также Государственной инвестиционной корпорацией, Национальным научным фондом развития, Академией социальных наук. Результаты 42 этапов мониторинга (на конец 2015 года) отражены в ежегодных докладах серии «Социальная и социально-политическая ситуация в России» и в периодических сборниках ИСПИ РАН «Центр и регионы».
Занимается разработкой социальных и политических основ теории устойчивого развития общества.
Предложил и апробировал метод анализа социально-политических процессов на основе создания измерительной системы «устойчивое развитие общества — стабильность — кризис — катастрофа — распад», разработал и ввел систему эмпирических индикаторов, методику исчисления интегрального индекса социально-политической устойчивости российского общества, методику измерения гражданского потенциала общества.

## Общественная деятельность
Член Экспертного совета по социологии Российского фонда фундаментальных исследований, координатор Экспертного совета по социологии Российского гуманитарного научного фонда, эксперт Российского научного фонда, главный редактор журнала «Наука. Культура. Общество», заместитель главного редактора журнала «Социологические исследования», член Учёного совета Института социально-политических исследований РАН, член трёх диссертационных советов в ИСПИ РАН и Тюменском государственном нефтегазовом университете.

## Публикации
- Российское общество и радикальные реформы / Ответственный редактор В. К. Левашов. — М .: Academia, 2001.
- Левашов В. К. Устойчивое развитие общества: парадигма, модели, стратегии. — М.: Academia, 2001.
- Левашов В. К. Социополитическая динамика. Опыт социологического исследования. — М., 2002.
  - Левашов В. К. Социополитическая динамика. Опыт социологического исследования. — М.: РИЦ ИСПИ РАН, 2003.
- Левашов В. К. Общество и патриотизм // Вестник Российской академии наук. — 2005.
- Левашов В. К. Отношение россиян к реформам и власти // Государственная служба. — 2005. — № 2.
- Левашов В. К. Социально-политическая устойчивость общества. — М.: Издательство Института прикладной математики РАН, 2005.
- Левашов В. К. О перспективах развития эмпирической социологии // Социологические исследования. — 2005.
- Левашов В. К. Мониторинг социально-политических изменений. — М.: Издательство Института прикладной математики РАН, 2005.
- Левашов В. К. Россия и Тюменский регион // Тюменская область: общество и наука. — Тюмень: Институт исследования общества Тюменского государственного нефтегазового института, 2005.
- Тюменская область: общество и наука / Под редакцией В. К. Левашова и Н. Г. Хайруллиной. — Тюмень: Институт исследования общества Тюменского государственного нефтегазового института, 2005.
- Левашов В. К. Глобализация и патриотизм. — М., 2006.
- Левашов В. К. Социополитическая динамика российского общества. 2000—2005 гг. — М., 2006.

## Редакторская деятельность
- Новая парадигма развития России // Абалкин Л. И., Аксёнов В. В., Алтухов Ю. П., Баранов В. В., Батурин В. А., Бурносов С. В., Васильев С. Н., Вальтух К. К., Ващекин Н. П., Величенко В. В., Венедиктов Д. Д., Верхозина И. О., Воробьёв В. В., Воропай Н. И., Гирусов Э. В., Голицын Г. С., Гуляев Ю. В., Данилина Е. В., Демянко Ю. Г., Дружинин И. П. и др. Комплексные исследования проблем устойчивого развития / под ред. В. А. Коптюга, В. М. Матросова, В. К. Левашова. / Москва; Иркутск: Academia, 2000. (2-е издание). 460 с. ISBN 5-87444-114-X.

## Награды
- Премия имени М. М. Ковалевского (совместно с С. А. Кравченко, за 2010 год) — за серию работ «Теоретическое и практическое изучение современной социальной реальности»